# Most Podtureň
Der Most Podtureň (slowakisch auch Viadukt Podtureň genannt; deutsch wörtlich Podtureň-Brücke) ist eine Autobahnbrücke der Diaľnica D1 in die Nordslowakei. Sie quert mit einer Länge von 1035 m (nach einigen Quellen 1038 m) das oberste Waagtal zwischen Liptovský Mikuláš und Liptovský Hrádok und überspannt neben dem Fluss auch die Bahnstrecke Košice–Žilina sowie die Cesta I. triedy 18 und liegt direkt über den Orten Podtureň und Uhorská Ves im Okres Liptovský Mikuláš.

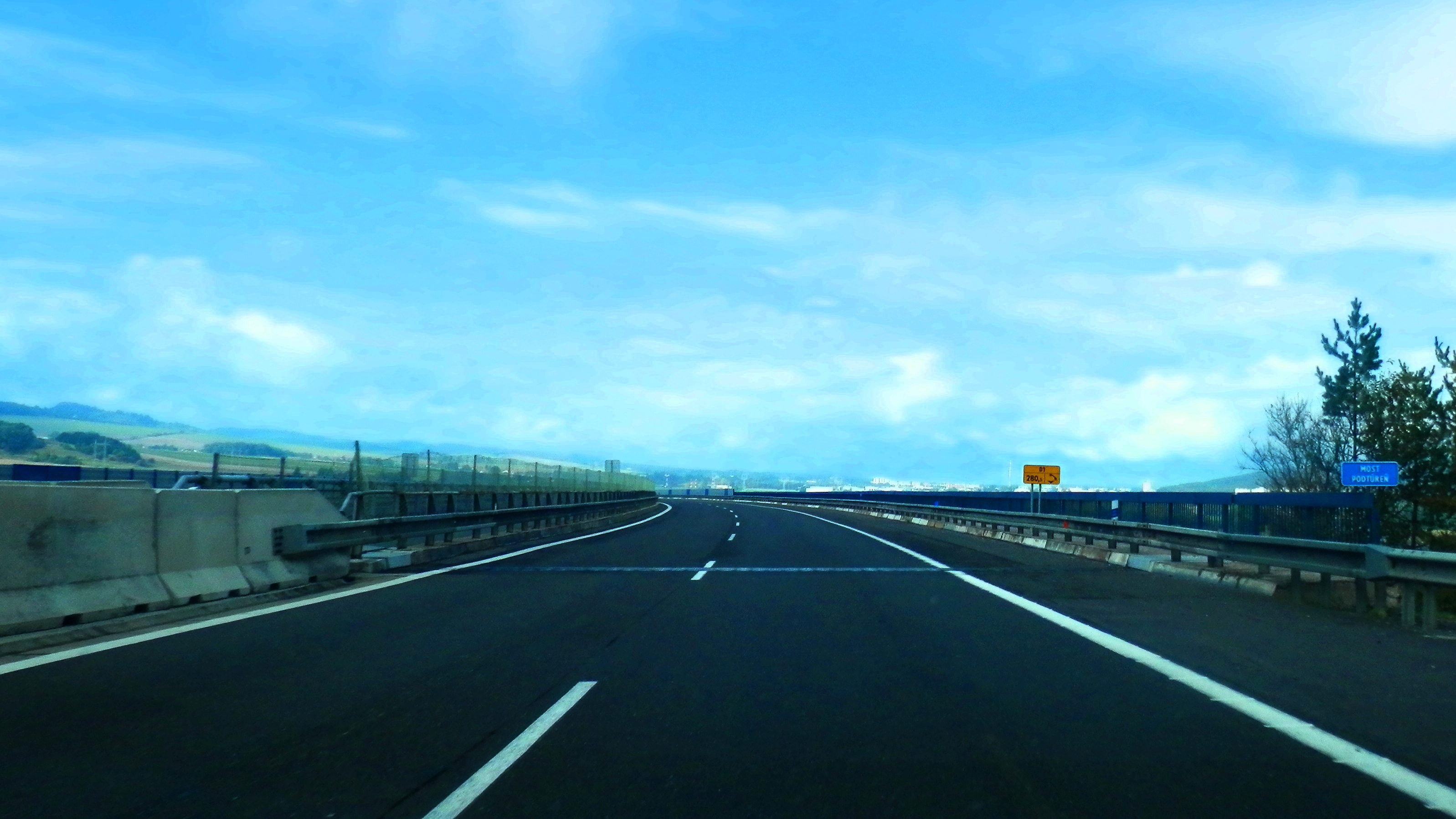
Ansicht auf dem Fahrbahnniveau, Richtung Žilina

Die Brücke entstand als Teil des Abschnittes Liptovský Ján–Liptovský Hrádok der damals tschechoslowakischen, heute slowakischen D1 im Auftrag der damaligen Autobahndirektion Bratislava (slowakisch Diaľničné riaditeľstvo Bratislava). Planer war Dopravoprojekt Bratislava, das ausführende Bauunternehmen Inžinierske stavby, n. p., Košice. Sie hat 17 Spannen mit Stützweiten von 58 bis 70 m, an den Brückenenden nur 30 bzw. 36 m lang. Sie wurde ab 1977 im Freivorbau errichtet, die einzelnen 80 Tonnen schweren Brückensegmente wurde mit Hilfe eines Spezialkrans platziert. Die fertiggestellte Brücke wurde am 21. Dezember 1983 dem Verkehr freigegeben und wurde seinerzeit zur längsten Brücke der Tschechoslowakei.